# The Very Best of Emmylou Harris: Heartaches & Highways
The Very Best of Emmylou Harris: Heartaches & Highways es un álbum recopilatorio de la cantante estadounidense Emmylou Harris, publicado por la compañía discográfica Rhino Records en julio de 2005. Alcanzó el puesto 23 en la lista Top Country Albums de Billboard.

## Lista de canciones
| N.º | Título                                                           | Escritor(es)                               | Duración |  |
| 1.  | «Love Hurts» (con Gram Parsons)                                  | Boudleaux Bryant                           | 3:40     |  |
| 2.  | «Boulder to Birmingham»                                          | Bill Danoff, Emmylou Harris                | 3:34     |  |
| 3.  | «Making Believe»                                                 | Jimmy Work                                 | 3:37     |  |
| 4.  | «Pancho and Lefty»                                               | Townes Van Zandt                           | 4:50     |  |
| 5.  | «One of These Days»                                              | Earl Montgomery                            | 3:04     |  |
| 6.  | «Last Date»                                                      | Floyd Cramer, Conway Twitty                | 3:32     |  |
| 7.  | «Born to Run»                                                    | Paul Kennerley                             | 3:45     |  |
| 8.  | «Beneath Still Waters»                                           | Dallas Frazier                             | 3:44     |  |
| 9.  | «If I Could Only Win Your Love» (con Herb Pedersen)              | Charlie Louvin, Ira Louvin                 | 2:36     |  |
| 10. | «Together Again»                                                 | Buck Owens                                 | 3:54     |  |
| 11. | «That Lovin' You Feelin' Again» (con Roy Orbison)                | Roy Orbison, Chris Price                   | 4:10     |  |
| 12. | «To Know Him Is to Love Him» (con Dolly Parton y Linda Ronstadt) | Phil Spector                               | 3:51     |  |
| 13. | «Two More Bottles of Wine»                                       | Delbert McClinton                          | 3:07     |  |
| 14. | «The Wayfaring Stranger»                                         | Tradicional                                | 3:27     |  |
| 15. | «Calling My Children Home»                                       | Doyle Lawson, Charles Waller, Robert Yates | 3:10     |  |
| 16. | «Green Pastures»                                                 | Tradicional                                | 3:11     |  |
| 17. | «Orphan Girl»                                                    | Gillian Welch                              | 3:16     |  |
| 18. | «Michaelangelo»                                                  | Harris                                     | 5:14     |  |
| 19. | «Here I Am»                                                      | Harris                                     | 3:49     |  |
| 20. | «The Connection»                                                 | Jack Routh, Randy Sharp                    | 5:29     |  |

## Posición en listas
| País           | Lista          | Posición |
| -------------- | -------------- | -------- |
| Estados Unidos | Country Albums | 23       |
| Estados Unidos | Billboard 200  | 133      |